# Applause (Lady-Gaga-Lied)
Applause ist ein Lied der US-amerikanischen Sängerin Lady Gaga aus ihrem dritten Studioalbum ARTPOP (2013). Das Lied wurde am 12. August 2013 von Interscope Records als erste Single des Albums verfrüht veröffentlicht, nachdem am Tag zuvor Ausschnitte aus dem Lied illegal ins Netz gestellt wurden.

## Entstehung
Geschrieben wurde Applause von Stefani Germanotta, Paul Blair, Dino Zisis, Nick Monson und Martin Bresso. Produziert wurde es von DJ White Shadow, Lady Gaga, Dino Zisis und Nick Monson. Lady Gaga erklärte zum Hintergrund von Applause:

„I realized it was the applause of the fans that really kept me going. Because I would be ready to go onstage and just be crying hysterically not understanding even how I was feeling. I was feeling very dizzy, I had a lot of vertigo, I had pain but it's like fuck if I know what hurts the most because I'd been on tour for a year. But I didn't want to let them down and I just couldn't cancel because the thought of leaving 50,000 kids in the arena just broke my heart. So I went out every night and I played and I played and I played until I couldn't walk one night.“

## Kommerzieller Erfolg

### Chartplatzierungen
| ChartsChartplatzierungen       | Höchstplatzierung | Wochen |
| ------------------------------ | ----------------- | ------ |
| Deutschland (GfK)              | 5 (22 Wo.)        | 22     |
| Österreich (Ö3)                | 6 (16 Wo.)        | 16     |
| Schweiz (IFPI)                 | 7 (21 Wo.)        | 21     |
| Vereinigte Staaten (Billboard) | 4 (23 Wo.)        | 23     |
| Vereinigtes Königreich (OCC)   | 5 (18 Wo.)        | 18     |

| ChartsJahrescharts (2013)      | Platzierung |
| ------------------------------ | ----------- |
| Deutschland (GfK)              | 62          |
| Österreich (Ö3)                | 75          |
| Schweiz (IFPI)                 | 68          |
| Vereinigte Staaten (Billboard) | 37          |
| Vereinigtes Königreich (OCC)   | 75          |

### Auszeichnungen für Musikverkäufe
| Land/Region                  | Auszeichnungen für Musikverkäufe (Land/Region, Auszeichnung, Verkäufe) | Verkäufe  |
| ---------------------------- | ---------------------------------------------------------------------- | --------- |
| Australien (ARIA)            | 3× Platin                                                              | 210.000   |
| Brasilien (PMB)              | Diamant                                                                | 250.000   |
| Deutschland (BVMI)           | Gold                                                                   | 150.000   |
| Frankreich (SNEP)            | —                                                                      | 60.000    |
| Italien (FIMI)               | Platin                                                                 | 30.000    |
| Japan (RIAJ)                 | Gold                                                                   | 100.000   |
| Kanada (MC)                  | 5× Platin                                                              | 400.000   |
| Mexiko (AMPROFON)            | Platin                                                                 | 60.000    |
| Neuseeland (RMNZ)            | Platin                                                                 | 15.000    |
| Norwegen (IFPI)              | 2× Platin                                                              | 120.000   |
| Österreich (IFPI)            | Platin                                                                 | 30.000    |
| Schweden (IFPI)              | 2× Platin                                                              | 80.000    |
| Spanien (Promusicae)         | Gold                                                                   | 30.000    |
| Vereinigte Staaten (RIAA)    | 4× Platin                                                              | 4.000.000 |
| Vereinigtes Königreich (BPI) | Platin                                                                 | 600.000   |
| Insgesamt                    | 3× Gold · 21× Platin · 1× Diamant ·                                    | 6.135.000 |

Hauptartikel: Lady Gaga/Auszeichnungen für Musikverkäufe